# てんびん座イータ星
てんびん座η星（てんびんざイータせい、η Librae、η Lib）は、てんびん座の恒星である。見かけの等級は5.41と、十分に暗い夜空の下では肉眼でみることができる明るさである。年周視差に基づいて太陽系からの距離を計算すると、約143光年である。

## 特徴
| 太陽 | てんびん座η星 |
| ---- | ------------- |
| 太陽 | Exoplanet     |

てんびん座η星は、概ねスペクトル型がA6 IVに分類されるA型準巨星とされるが、スペクトル型の評価は資料によってA5からF2まで幅がある。また、化学特異星に位置づけられることもあり、特異星のカタログにも収録されるが、その特異性については疑問符がつけられている。表面の有効温度は約7660 Kで、光度は太陽の約13倍、半径と質量は太陽の1.8倍程度と推定されている。
2000年8月8日、月がてんびん座η星を隠す掩蔽が発生した際、てんびん座η星の観測で光度曲線の段階的な変化が検出され、てんびん座η星が連星であることを発見した、という報告がなされた。光度曲線の分析で、伴星は8等星であるという見積もりも出されたが、その後の観測で伴星は検出されず、単独星とみられている。

## 名称
イライジャー・バリットの著書『宇宙の地理学（Geography of the Heavens）』に付属する星図（バリット星図）の中では、てんびん座η星に「サソリの爪」を表すズベン・ハクラビという名前が記されているが、その名前は本来さそり座γ星（現在のてんびん座σ星）を指したものである。
中国では、てんびん座η星は、家屋（房）の西の出入口を表すとされる西咸（拼音: Xī Xián）という星官を、さそり座ξ星、てんびん座48番星、てんびん座θ星とともに形成する。てんびん座η星自身は、西咸四（拼音: Xī Xián sì）つまり西咸の4番星といわれる。